# Кастельнуово-ди-Гарфаньяна
Кастельнуово-ди-Гарфаньяна (итал. Castelnuovo di Garfagnana) — коммуна в Италии, располагается в регионе Тоскана, в провинции Лукка.
Население составляет 6118 человек (2008 г.), плотность населения составляет 214 чел./км². Занимает площадь 29 км². Почтовый индекс — 55032. Телефонный код — 0583.
Покровителями коммуны почитаются святые апостолы Пётр и Павел, празднование 29 июня.

## Демография
Динамика населения:

## Администрация коммуны
- Официальный сайт: https://web.archive.org/web/20100122134404/http://www.comune.castelnuovo-di-garfagnana.lu.it/